# 팔츠어
팔츠어(독일어: Pfälzisch), 팔츠 방언 또는 팔츠 독일어는 라인 프랑크어에 속하는 독일어의 방언군으로, 전통적인 팔츠 지역과 그 인근의 특정 지역(자를란트 등)에서 쓰인다. 크게 서부와 동부의 방언군으로 세분될 수 있다. 17~19세기에 북미로 건너간 이민자들이 쓰는 펜실베이니아 독일어는 주로 팔츠어에 뿌리를 둔다고 여겨진다. 또한 다뉴브 슈바벤인들이 사용하는 독일어 방언도 팔츠어와 여러 특징을 공유한다.

## 특징
북서쪽의 모젤 프랑크어와는 das/dat 등어선(팔츠어가 das)과 "라인 고저 악센트"의 부재로 구분되며, 남동쪽의 남부 프랑크어와는 Appel/Apfel 등어선(팔츠어가 Appel)으로 구분된다. 라인 프랑크어라는 대분류 내에서는, 전통적으로 fescht/fest 등어선(팔츠어가 fescht)에 의해 북쪽의 헤센 방언과 구분되고, Haus/Hus 등어선(팔츠어가 Haus)에 의해 로렌 프랑크어와 구분된다.

## 같이 보기
- 로렌 프랑크어
- 중부 독일어